# How You Like That
How You Like That è un singolo del girl group sudcoreano Blackpink, pubblicato il 26 giugno 2020 come primo estratto dal primo album in studio The Album.

## Pubblicazione
Il 4 maggio 2020 è stato annunciato che le Blackpink avevano completato la registrazione del loro album, e che avrebbero girato un video musicale alla fine dello stesso mese. Due settimane dopo, la YG Entertainment, l'etichetta discografica del gruppo, ha rivelato che nuova musica sarebbe arrivata il mese successivo. Il 10 giugno l'etichetta ha pubblicato un poster promozionale di un nuovo singolo in arrivo, annunciandone la data di pubblicazione. Il titolo How You Like That è stato svelato sei giorni dopo, mentre nei giorni successivi sono state pubblicati video e foto promozionali.
La versione fisica del singolo è stata pubblicata il 17 luglio 2020.

## Descrizione
Prima traccia dell'album, How You Like That è stata scritta da Danny Chung, 24, R. Tee e Teddy ed è stata prodotta da questi ultimi tre. Nel testo del brano è presente un'interpolazione tratta dalla sigla della serie televisiva Adventures of Superman, scritta da Leon Klatzkin. Musicalmente è stato descritto dalla critica come un brano hip hop e trap ed è stato composto in chiave Fa maggiore con un tempo di 130 battiti per minuto.

## Promozione
Le Blackpink hanno eseguito How You Like That per la prima volta, il 27 giugno 2020 al programma Tonight Show di Jimmy Fallon. Il giorno successivo il gruppo si è esibito a Inkigayo in Corea del Sud.

## Accoglienza
How You Like That è stato accolto con recensioni generalmente positive da parte della critica musicale. Consequence ha definito la canzone come la 27ª migliore traccia dell'anno, scrivendo che i membri «trasmettono un messaggio positivo di perseveranza su una traccia strepitosa, orientata all'hip-hop con molti drop esplosivi». Il Los Angeles Times ha incluso la canzone nella lista delle 50 migliori canzoni del 2020, affermando che «il ritorno stridente, schioccante e titanicamente divertente dovrebbe consolidarle come pop star, punto e basta, negli Stati Uniti per gli anni a venire». Billboard ha classificato la canzone alla 23ª posizione nella lista delle 100 migliori canzoni del 2020, complimentandosi con la composizione e l'energia del gruppo, affermando inoltre che lo «spettacolo pirotecnico di coda» sono stati «i 30 secondi pop più emozionanti di tutto l'anno». Crystal Bell della rivista Paper ha aperto la recensione commentando che «è stata criticata per la sua struttura stereotipata», tuttavia ha confutato il fatto evidenziando la sua natura avvincente e si è riferita alla canzone come «gloriosamente grande», con «un impatto culturale significativamente maggiore rispetto agli altri loro singoli».

### Riconoscimenti
How You Like Taht ha ricevuto diversi riconoscimenti, tra cui un APAN Music Awards, un Joox Hong Kong Top Music Awards, un MTV Video Music Awards, un Melon Music Awards, un MAMA Awards, un Gaon Chart Music Awards, e un Golden Disc Awards.
Riconoscimenti di fine anno
- 19º — Paper[25]
- 20º — Billboard (per i video musicali)[33]
- 23º — Billboard[24]
- 27º — Consequence[22]
- Top 50 — Los Angeles Times[23]
- 98º — Pitchfork[34]

Premi dei programmi musicali sudcoreani
- Inkigayo
  - 5 luglio 2020[35]
  - 12 luglio 2020[36]
  - 19 luglio 2020[37]

- M Countdown
  - 9 luglio 2020[38]
  - 16 luglio 2020[39]

- Music Bank
  - 10 luglio 2020[40]
  - 31 luglio 2020[41]

- Show Champion
  - 8 luglio 2020[42]
  - 15 luglio 2020[43]
  - 29 luglio 2020[44]

- Show! Eum-ak jungsim
  - 11 luglio 2020[45]
  - 18 luglio 2020[46]
  - 25 luglio 2020[47]

## Video musicale
Il video musicale, la cui anteprima è stata resa disponibile il 24 giugno 2020, è uscito in concomitanza con il singolo ed è stato diretto dal regista Seo Hyun-seung. Durante la première su YouTube, il video ha attirato oltre 1,7 milioni di spettatori dal vivo, battendo il record per l'anteprima live più seguita nella storia di YouTube. Ha inoltre raggiunto le 100 milioni di visualizzazioni in circa 32 ore dalla sua uscita, diventando il video più veloce a riuscirci. Il 29 giugno 2020 YouTube ha confermato che la clip ha ufficialmente battuto il record per il video più visitato nelle sue prime 24 ore di disponibilità sulla piattaforma, precedentemente detenuto da Boy with Luv dei BTS, grazie a 86,3 milioni di visualizzazioni.
Di conseguenza, la clip ha ottenuto il titolo del "Video più visto in 24 ore su YouTube", "Videoclip più visto in 24 ore su YouTube", "Videoclip di un gruppo k-pop più visto in 24 ore su YouTube", "Video con più spettatori durante la sua première su YouTube" e "Videoclip con più spettatori durante la sua première su YouTube" dal Guinness dei primati. Ha detenuto il record per meno di due mesi: ad agosto Dynamite dei BTS ha infatti ottenuto 101,1 milioni di visualizzazioni nelle prime 24 ore.

### Sinossi
Nella scena iniziale del video musicale, tutte e quattro si siedono come regine su dei gradini. I membri nel video ballano in diversi luoghi, tra cui una giungla, una sala trapezoidale e l'Artico, il tutto mentre sfoggiano una sfilata di look di alta moda. Alla fine del video, si uniscono per ballare la coreografia in una grande sala a cupola dove il quartetto è circondato da ballerini. Il colorato video musicale mostra le Blackpink che consegnano sia un messaggio di resilienza che un violento bacio a un nemico invisibile.

### Controversie
La polemica è scoppiata sui social media dopo l'uscita del video musicale a causa dell'inclusione di una statua del dio indù Ganesha in una scena del video. La statua è stata utilizzata come oggetto di scena e posizionata sul pavimento accanto a una lampada di Aladdin ingioiellata, provocando le proteste dei netizen che hanno etichettato la posizione come «inappropriata e irrispettosa» e l'utilizzo della statua come «appropriazione culturale». La statua è stata successivamente eliminata dal video.

## Cover e altri usi
Nel corso degli ultimi anni, la canzone ha avuto diverse interpretazioni e apparizioni. Nell'ottobre 2020, le Everglow l'hanno portata sul palco durante la seconda stagione del concerto online del Kcon. Successivamente, a dicembre 2022, le Nmixx l'hanno eseguita durante il festival SBS Gayo Daejeon. La canzone ha trovato spazio anche nel mondo delle serie TV: è infatti apparsa nel decimo episodio della prima stagione di Cambio di direzione (Big Shot), trasmesso il 18 giugno 2021. Non solo: è stata utilizzata nel primo trailer di Hotel Transylvania - Uno scambio mostruoso (Hotel Transylvania: Transformania), e nel 2023 è diventata la colonna sonora di una pubblicità per il Google Pixel 8. Il brano fa parte della tracklist principale di Just Dance 2024 Edition.

## Tracce
Testi e musiche di Danny Chung, 24, R. Tee e Teddy.
Download digitale
1. How You Like That – 3:01

CD
1. How You Like That
2. How You Like That (Instrumental)

## Formazione
Musicisti
- Blackpink – voci
- 24 – arrangiamento
- R. Tee – arrangiamento

Produzione
- 24 – produzione
- R. Tee – produzione
- Teddy – produzione
- Choi Young-in – registrazione
- Randy Merrill – mastering
- Jason Roberts – missaggio

## Successo commerciale
How You Like That ha debuttato in vetta alla classifica di iTunes in oltre 60 paesi, il maggior numero di numero uno per qualsiasi canzone di un gruppo femminile, battendo un record di una loro canzone precedente, Sour Candy con Lady Gaga.

### Asia
In madrepatria, la canzone ha debuttato alla 12ª posizione della Circle Chart datato 21-27 giugno con meno di due giorni di tracciamento, mentre la settimana successiva, la canzone si è posizionata in cima alla classifica. La versione fisica del singolo, il single album ha debuttato alla 2ª posizione due della classifica degli album sudcoreani, e ha raggiunto il picco la settimana successiva.

### Stati Uniti d'America
Nella Billboard Hot 100 ha esordito alla 33ª posizione, divenendo la seconda top forty e il quinto ingresso del gruppo. Ha eguagliato Sour Candy come loro miglior piazzamento nella classifica statunitense.

### Europa
Nella Official Singles Chart britannica il brano ha debuttato alla 20ª posizione, divenendo il secondo ingresso in classifica delle Blackpink senza l'ausilio di altri artisti. In Irlanda è entrato al 26º posto, segnando il quarto ingresso del gruppo in classifica e la più alta entrata della settimana.

### Oceania
Nella ARIA Singles Chart australiana il singolo ha esordito in 12ª posizione, diventando il terzo ingresso in classifica per le Blackpink.

## Classifiche

### Classifiche settimanali
| Classifica (2020-23) | Posizione massima |
| -------------------- | ----------------- |
| Argentina            | 17                |
| Australia            | 12                |
| Austria              | 55                |
| Canada               | 11                |
| Corea del Sud        | 1                 |
| Estonia              | 15                |
| Francia              | 78                |
| Germania             | 66                |
| Giappone             | 8                 |
| Grecia               | 17                |
| Irlanda              | 26                |
| Lituania             | 21                |
| Malaysia             | 1                 |
| Nuova Zelanda        | 14                |
| Paesi Bassi          | 77                |
| Perù                 | 85                |
| Portogallo           | 25                |
| Regno Unito          | 20                |
| Repubblica Ceca      | 45                |
| Singapore            | 1                 |
| Slovacchia           | 30                |
| Spagna               | 78                |
| Stati Uniti          | 33                |
| Svezia               | 92                |
| Svizzera             | 50                |
| Taiwan               | 8                 |
| Ungheria             | 12                |
| Vietnam              | 25                |

### Classifiche di fine anno
| Classifica (2020) | Posizione |
| ----------------- | --------- |
| Corea del Sud     | 16        |
| Malaysia          | 1         |
| Portogallo        | 420       |
| Classifica (2021) | Posizione |
| Corea del Sud     | 69        |

## Date di pubblicazione
| Paese    | Data           | Formato                      | Versione   | Etichetta                         | Nota   |
| -------- | -------------- | ---------------------------- | ---------- | --------------------------------- | ------ |
| Mondo    | 26 giugno 2020 | Download digitale, streaming | Originale  | YG, Interscope                    | [ 90 ] |
| Italia   | 3 luglio 2020  | Contemporary hit radio       | Originale  | Universal                         | [ 91 ] |
| Mondo    | 17 luglio 2020 | CD                           | Originale  | YG, YG Plus                       | [ 17 ] |
| Giappone | 27 luglio 2021 | Download digitale, streaming | Giapponese | Interscope, Universal Music Japan | [ 92 ] |